# Mirovni ugovor iz Utrechta
Mirovni ugovor iz Utrechta poznat još i kao Utrechtski mir je niz ugovora potpisanih 1713., 1714. i 1715. godine nakon rata za španjolsku baštinu. 
Prema njima je Filip V., unuk Luja XIV., priznat za španjolskog kralja uz uvjet da Francuska i Španjolska kruna budu trajno odvojene. Francuska je priznala dinastiju Hannover na engleskom prijestolju i obvezala se da neće podupirati težnje dinastije Stuart. Engleskoj je priznato pravo stečeno asientom 1713. godine.
Mirovni ugovor iz Utrechta donio je i teritorijalne promjene. Engleska je preuzela od Francuske Hudsonov zaljev, otok Sv. Kristofora, Novu Škotsku i Newfoundland, a od Španjolske Gibraltar i Menorcu. Austrija dobiva tadašnju španjolsku Nizozemsku. Mirom zaključenim 1714. godine između cara Karla VI. i Francuske, Austrija je stekla Sardiniju i vlast nad Lombardijskim i Napuljskim kraljevstvom. Pruski kralj je dobio istočnu nizozemsku pokrajinu Gelderland. Vojvodi od Savoje zajamčeno je Kraljevstvo Sicilije, kao i posjedi stečeni ranijim ugovorom iz 1703. godine s Leopoldom I. Portugal je preuzeo od španjolske naselje Colonia del Sacramento na Ríju de la Plati u današnjem Urugvaju.

## Unutarnje poveznice
- Španjolsko kolonijalno carstvo